# یین و یانگ

تایجیتو، نماد سنتی نشان‌گر نیروهای یین و یانگ

یین و یانگ (چینی ساده‌شده: 阴阳، چینی سنتی: 陰陽) مفهومی است در نگرش و فلسفه چینیان باستان به نظام جهان و ثنویت. یین و یانگ شکل ساده‌شده‌ای از مفهوم یگانگی متضادها است.
از دیدگاه چینیان باستان و تائوباوران، در همهٔ پدیده‌ها و اشیاء غیر ایستا در جهان هستی، دو اصل متضاد ولی مکمل وجود دارد.
یین و یانگ نشان دهنده قطب‌های مخالف و تضادهای جهان هستند. البته این بدان معنا نیست که یانگ خوب است و یین بد است (در حقیقت این تحریفی نادرست است). بلکه یین و یانگ مانند شب و روز یا زمستان و تابستان بخشی از چرخه هستی هستند. وقتی تعادل و احساس خوبی به وجود می‌آید که تعادل بین یین و یانگ برقرار باشد. نقطه‌های متضادی که داخل شکل یین و یانگ دیده می‌شود به این مفهوم است که یین وقتی به حداکثر خودش برسد، و می‌خواهد تمام شود در درونش یانگ را دارد و وقتی هم که یانگ می‌خواهد به حداکثر خود برسد در درونش یین را دارد؛ یعنی وقتی یکی تمام می‌شود، دیگری در درونش رشد می‌کند و این چرخه ادامه پیدا می‌کند.
یین و یانگ به ترتیب نام اصل‌ها یا نیروهای مکمل مادینه و نرینهٔ جهان در فلسفهٔ ذن و تائوئیسم است که همهٔ وجوه زندگی را در بر می‌گیرد. یین در لغت به معنای سمت سایه گرفتهٔ تپه است و یانگ سمت آفتاب‌رو است. یین معمولاً مترادف زمین شمرده می‌شود که تاریک و سرد است و هر چیز بدی به آن نسبت داده می‌شود و یانگ مترادف آسمان است و روشن و گرم و خوب شمرده می‌شود.
- هیچ چیزی کاملاً یین یا کاملاً یانگ نیست؛ مثلاً آب سرد در مقابل آب جوش یین است ولی در مقابل یخ یانگ است.
- یین و یانگ کاملاً به هم وابسته‌اند و هیچ‌کدام بدون دیگری نمی‌توانند وجود داشته باشند. نور بدون تاریکی معنی ندارد.
- یین و یانگ می‌توانند خودشان تقسیم شوند به یین و یانگ: مثلاً گرم در برابر سرد یانگ است ولی گرم خود تقسیم می‌شود به داغ (یانگ) و ولرم (یین)، سرد نیز خود تقسیم می‌شود به خنک (یانگ) و بسیار سرد (یین)

| یانگ      | یین       |
| --------- | --------- |
| راست      | چپ        |
| اعداد زوج | اعداد فرد |
| ثابت      | متحرک     |
| سختی      | نرمی      |
| منحنی     | زاویه دار |
| سنگینی    | سبکی      |
| گرما      | سرما      |
| روشنایی   | تاریکی    |
| آسمان     | زمین      |
| آتش       | آب        |
| کوه       | دره       |
| تیز       | کُند       |
| بالا      | پایین     |
| جلو       | عقب       |
| روح       | بدن       |
| پُر        | خالی      |
| مردانگی   | زنانگی    |
| موفقیت    | شکست      |
| خورشید    | ماه       |
| خیر       | شر        |